# 蓝筹股
藍籌股（英語：Blue chip），又稱績優股，指在某一行業中處於重要支配地位、業績優良、交易活躍、公司知名度高、市值大、公司經營者可信任、營收獲利穩定、每年固定分配股利、紅利優厚、市場認同度高的大公司的股票。藍籌股是一家公司的股票，在品質、可靠性以及在經濟時好時壞的情況下有利可圖的運營能力方面享譽全國。
買入股價穩定度高、高殖利率（每年配發高現金股利）的績優股，長期持有不賣出，每年都能領取現金股利，如同將資金轉入「銀行定期存款」一般，則可稱為定存股。

## 釋名
「藍籌」的名稱據說是因為賭場中最高額的籌碼一般是藍色的，引申為最大規模或最大市值的上市公司。一般人將藍籌股等同指數成份股，但事實上成份股不一定是最大或最佳的上市公司。

## 例子
- 美國：蘋果公司、麥當勞、波音、寶潔、強生等。如道瓊斯工業指數。
- 臺灣：台積電（臺證所：2330）、鴻海（臺證所：2317）、中鋼（臺證所：2002）、中華電信（臺證所：2412）等臺灣50指數成分股票。
- 香港：即恒生指數成分股，共有83隻藍籌股，例如小米集團、匯豐控股、金沙中國、騰訊控股、阿里巴巴、中國移動、中銀香港、友邦保險、長和、電能實業、中電控股、恒生銀行、香港交易所、港鐵公司等。
- 中國大陆：萬科、中國平安、建設銀行及上證50指數成分股等。